# Kazimierz Girdwoyń
Kazimierz Girdwoyń (ur. w 1843 w Wilnie, zm. 1926 w Trokach) – polski inżynier-agrotechnik.

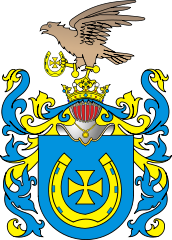
Herb "Jastrzębiec"

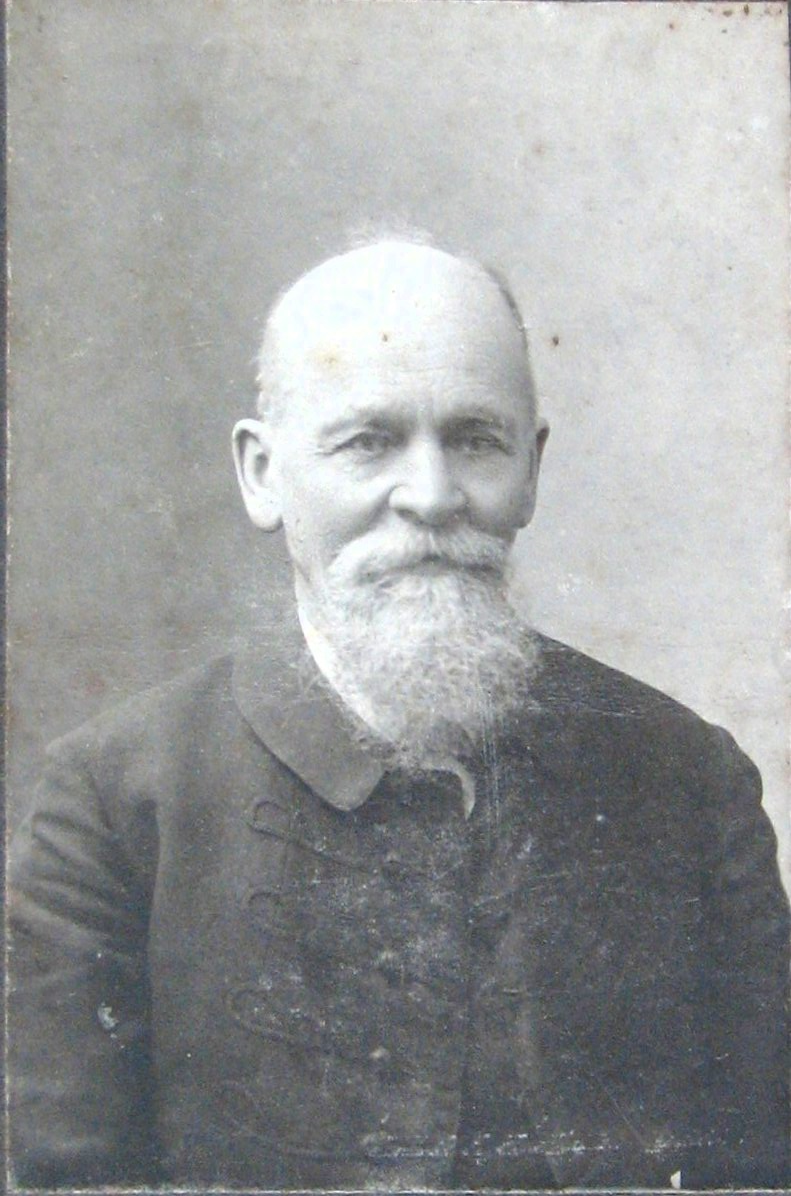
Kazimierz Girdwoyń – fotografia z lat 1900–1910

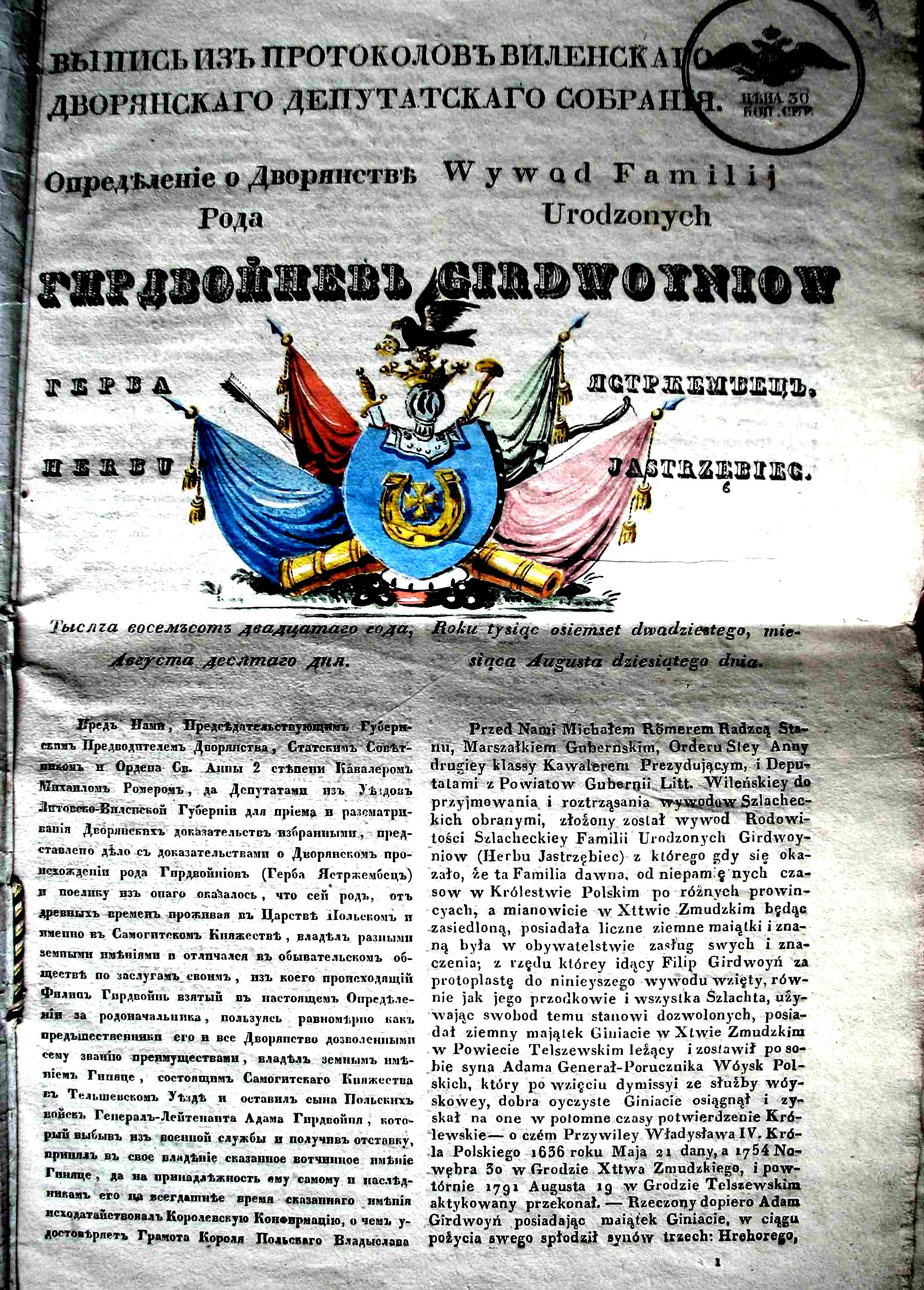
"Wywód Familii urodzonych Girdwoyniów herbu Jastrzębiec" - kopia dokumentu z 1842 roku - strona początkowa

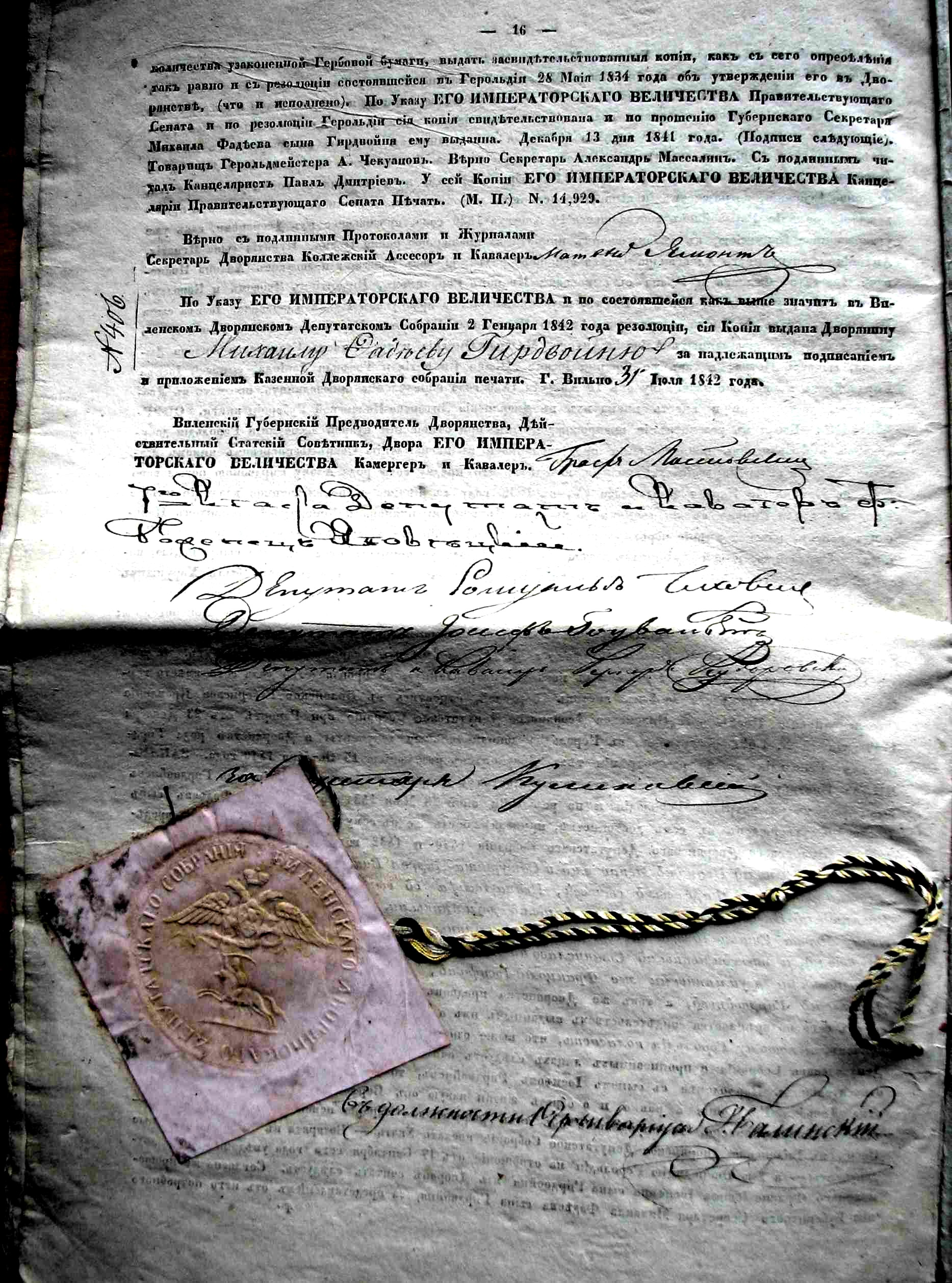
"Wywód Familii urodzonych Girdwoyniów herbu Jastrzębiec" - kopia dokumentu z 1842 roku - strona końcowa

## Życiorys
Z zawodu inżynier, agrotechnik. Pochodził ze szlacheckiej rodziny herbu „Jastrzębiec”. Urodził się 26 września 1843 r. w Wilnie. Był rodzonym bratem Michała – Ichtiologa i pszczelarza (1841-1924) i stryjecznym Aleksandra – ogrodnika-pomologa (1852-1922). Jego rodzicami byli: Michał i Julia z Palczewskich, córka oficera kościuszkowskiego.
Wykształcenie zdobył w gimnazjum w Wilnie, a później w Szkole Inżynierii Wojskowej w Petersburgu.
W Powstaniu Styczniowym 1863 r. był organizatorem ruchu konspiracyjnego – „naczelnikiem powstańczym” na obszarze dawnych Inflant polskich (w powiatach: rzeżyckim i dyneburskim). W rezultacie dekonspiracji został skazany na karę śmierci zamienioną następnie, jako osobie niepełnoletniej, na 6 lat zesłania, które do 1869 spędził w batalionach karnych za Orenburgiem (stepy kirgiskie).

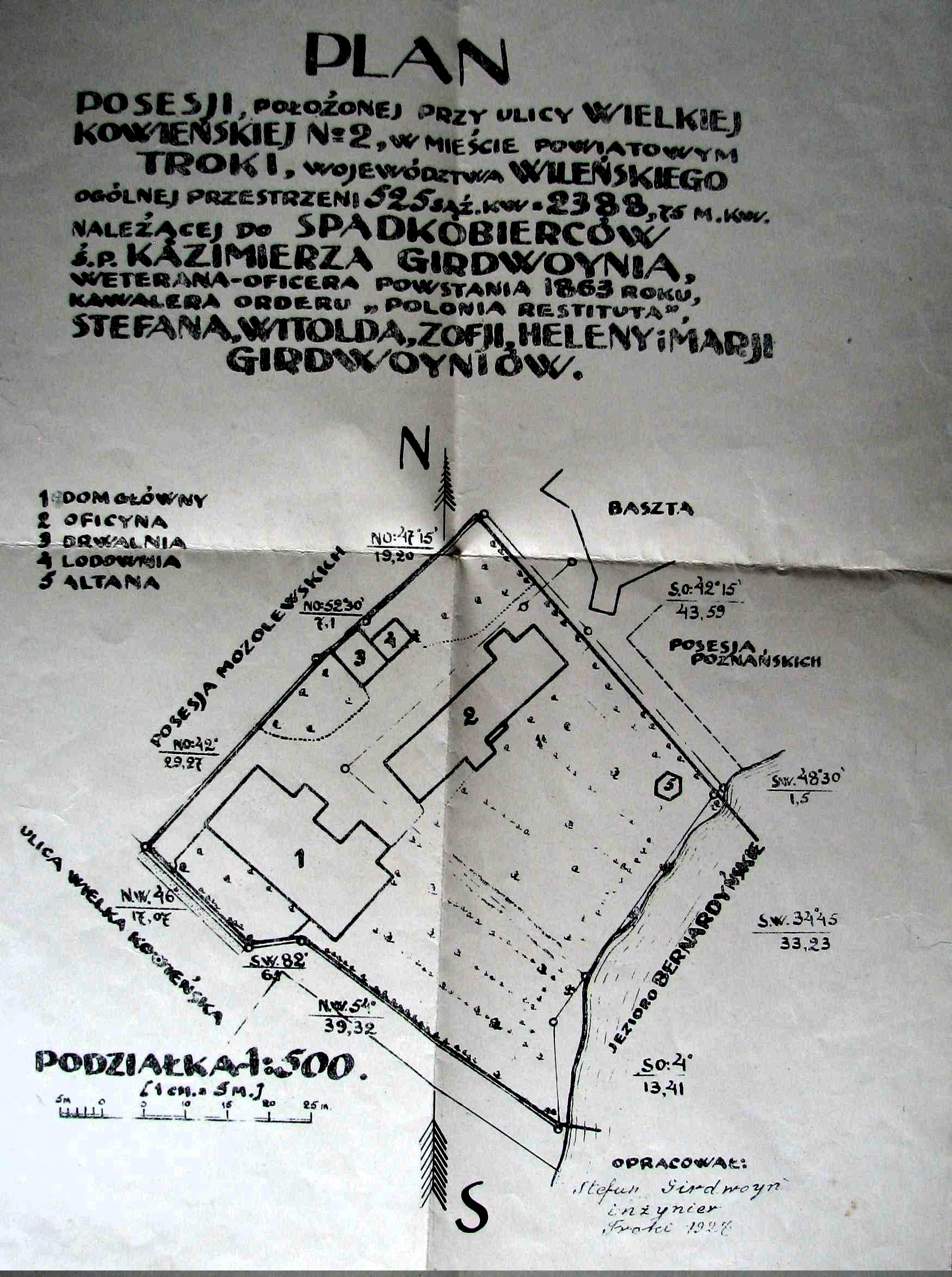
Plan posesji należącej przed II wojną światową do rodziny Girdwoyniów w Trokach, sporządzony przez jednego z synów Kazimierza - inż. Stefana Girdwoynia, 1927

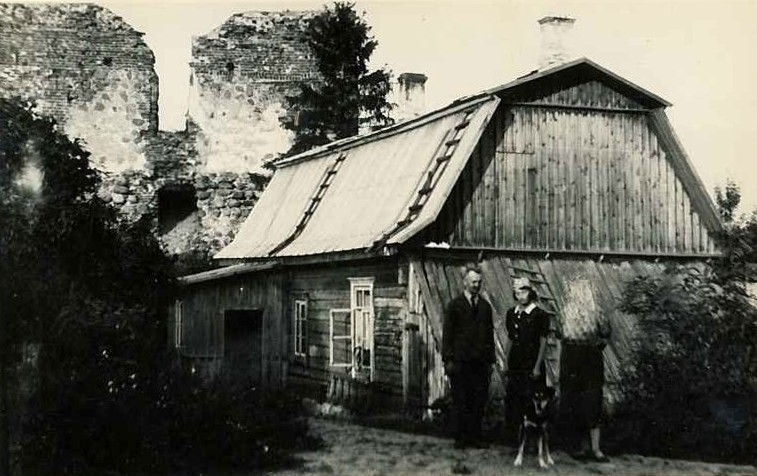
Widok posesji należącej przed II wojną światową do rodziny Girdwoyniów w Trokach, za domem, w głębi widoczne ruiny zamku, zdjęcie z lat 1920–1930

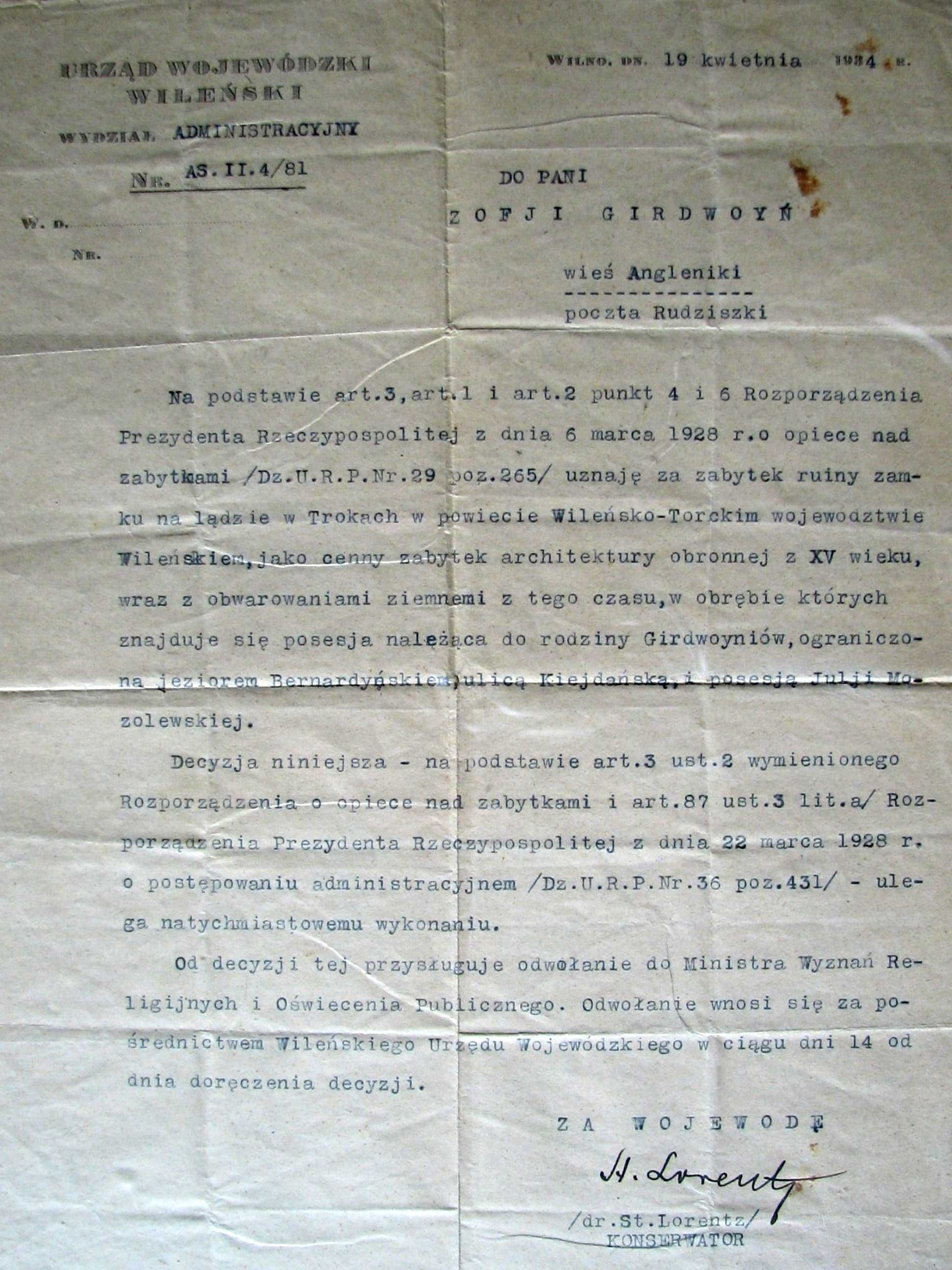
Pismo Stanisława Lorentza z 19 kwietnia 1934 do Zofii Girdwoyń, przedstawicielki rodziny Girdwoyniów, do której należała posesja, gdzie przed II wojną światową znajdowały się ruiny zamku

Po powrocie z zesłania Kazimierz Girdwoyń specjalizował się w zawodzie rolnika kończąc w 1872 szkołę rolniczą w Prószkowie (Śląsk Opolski). Następnie – podczas pobytu w Westfalii i we Francji – wyspecjalizował się w dziedzinie melioracji osiągając na tym polu poważny dorobek naukowy. Jego dziełem (częściowo wspólnie z bratem Michałem) – było około 500 projektów melioracyjnych na obszarach Litwy i Żmudzi.
Wyrazem wysokiej oceny jego działalności był pomyślny udział w prezentacjach osiągnięć w zakresie agrotechniki. W 1876 roku z sukcesem wziął udział (wspólnie z bratem Michałem) w Wystawie Rolniczej w Szawlach. Natomiast w 1885 złotym medalem została nagrodzona jego ekspozycja dotycząca „irygacji i drenowania” na Wystawie Rolniczo-Przemysłowej w Warszawie (katalog wystawy wydał wspólnie z bratem). Swą działalnością przyczynił się do upowszechnienia nowoczesnych (na owe lata) technik melioracji w skali ogólnopolskiej
Zmarł 12 września 1926 w Trokach. Żonaty z Bronisławą, Anielą z domu Lobzin (ur. 3 października 1853). Jego dziećmi były: Maria, Zofia, Helena, Stefan i Witold (obaj inżynierowie).